# Diphascon arduifrons
Diphascon arduifrons är en djurart som tillhör fylumet trögkrypare, och som beskrevs av Thulin 1928. Diphascon arduifrons ingår i släktet Diphascon och familjen Hypsibiidae. Arten är reproducerande i Sverige. Inga underarter finns listade i Catalogue of Life.